# Кагарманово
Кагарма́ново (рос. Кагарманово, башк. Ҡаһарман) — присілок у складі Бєлорєцького району Башкортостану, Росія. Входить до складу Узянської сільської ради.
Населення — 432 особи (2010; 548 в 2002).
Національний склад:
- башкири — 98%